# Gare de Siorac-en-Périgord
La gare de Siorac-en-Périgord (anciennement gare de Siorac-de-Belvès) est une gare ferroviaire française de la ligne de Niversac à Agen, située sur le territoire de la commune de Siorac-en-Périgord, dans le département de la Dordogne en région Nouvelle-Aquitaine.
Elle est mise en service en 1863 par la Compagnie du chemin de fer de Paris à Orléans (PO). Elle devient une gare de bifurcation en 1882 avec l'ouverture de la ligne pour Sarlat, première section de la ligne de Siorac-en-Périgord à Cazoulès.
C'est une halte voyageurs de la Société nationale des chemins de fer français (SNCF) du réseau TER Nouvelle-Aquitaine, desservie par des trains express régionaux.

## Situation ferroviaire
Établie à 74 mètres d'altitude, la gare de bifurcation de Siorac-en-Périgord est située au point kilométrique (PK) 564,439 de la ligne de Niversac à Agen, entre les gares du Buisson et de Belvès, sur une section à deux voies qui va de la bifurcation du Buisson à celle de Siorac-en-Périgord. 
Elle est également l'origine de la ligne de Siorac-en-Périgord à Cazoulès, avant la gare de Saint-Cyprien. Cette ligne est déclassée, au PK 590,985, après la gare de Sarlat qui en est devenue le terminus.

## Histoire
La « station de Siorac » est mise en service le 3 août 1863 par la Compagnie du chemin de fer de Paris à Orléans (PO), lorsqu'elle ouvre à l'exploitation la ligne à voie unique de Niversac à Agen. 
En 1878 la recette annuelle de la station de « Siorac » est de 73 225 francs et de 143 339 francs en 1881. 
La ligne de Sarlat et sa bifurcation sont mises en service le 2 juillet 1882, c'est la première section de la ligne de Siorac-en-Périgord à Cazoulès.
La recette annuelle de la gare est de 107 200 francs en 1882

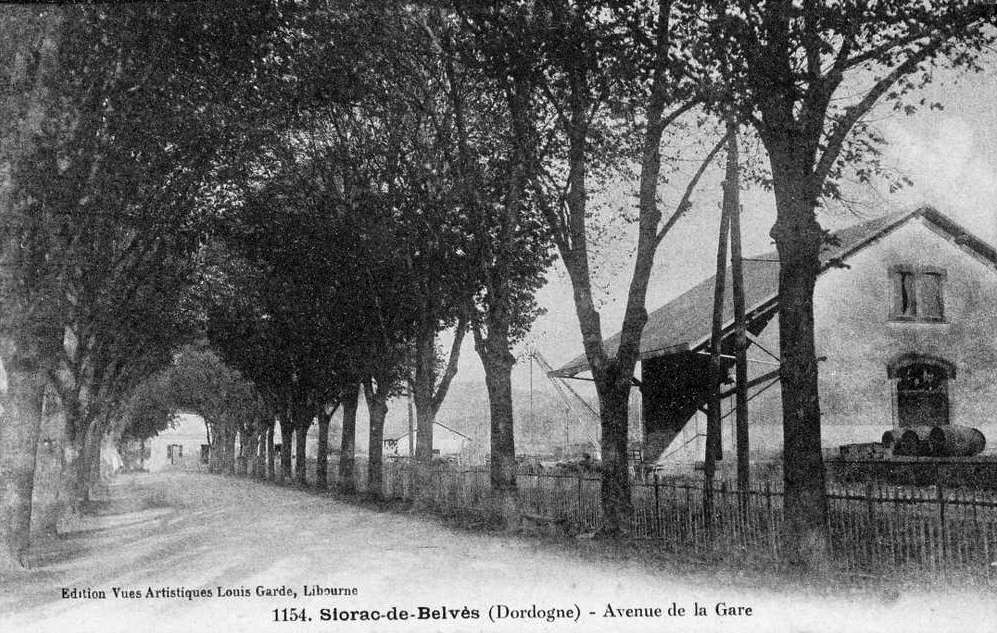
L'avenue de la gare de « Siorac-de-Belvès » et la halle à marchandises vers 1900.

Le 27 mai 1883, le préfet est informé par le ministre du prochain examen d'un projet d'agrandissement du bâtiment voyageurs car il ne comprend actuellement que deux ouvertures et c'est le vestibule qui est utilisé comme salle d'attente. Cet agrandissement, nécessité par le surplus de trafic dû à l'ouverture de la ligne de Sarlat, est terminé avant le mois d'août. La gare dispose également d'une deuxième voie qui a été posée entre Le Buisson et Siorac. 
La recette annuelle de la gare est de 41 721 francs en 1886.
Le 11 mars 1923, le conseil municipal de la commune de « Siorac-et-Fongauffier », dans le canton de Belvès, constate que la commune est également souvent nommée « Siorac-de-Belvès » et que cela provoque d'importants retards dans l'acheminement des correspondances du fait de confusions. Il demande que le nom de la commune soit changé en « Siorac-en-Périgord ». Dans sa séance du 25 avril, le conseil général de la Dordogne adopte cette proposition à la suite de l'avis favorable du directeur des Postes et Télégraphes et du Préfet,. Le 22 novembre 1923, la commune de « Siorac-et-Fongauffier » est autorisée par décret à modifier son nom pour prendre celui de « Siorac-en-Périgord » et cette même année la gare est renommée « gare de Siorac-en-Périgord ».
En 1925, des travaux sont effectués pour modifier la bifurcation de Sarlat.
La halte voyageurs est modernisée en 2007, avec la création d'un abri pour les vélos, l'amélioration des équipements de quais, notamment de l'abri, et des accès voyageurs.  Le coût des travaux est de 71 000 euros, pris en charge à 50 % par la région Aquitaine.
En 2014, c'est une gare voyageurs d'intérêt local (catégorie C : moins de 100 000 voyageurs par an de 2010 à 2011), qui dispose de deux quais, le « quai X » dispose d'une longueur totale de 251 m pour la « voie 1 » et le « quai Y » d'une longueur totale de 294 m pour la « voie 2 », deux abris et une traversée de voie à niveau par le public (TVP).

## Fréquentation
La fréquentation de la gare est détaillée dans le tableau ci-dessous :
|           | 2015  | 2016  | 2017  | 2018  | 2019  | 2020  | 2021   | 2022   | 2023   |
| --------- | ----- | ----- | ----- | ----- | ----- | ----- | ------ | ------ | ------ |
| Voyageurs | 6 911 | 6 222 | 6 936 | 6 216 | 7 951 | 3 943 | 10 457 | 15 901 | 19 450 |

## Service des voyageurs

### Accueil
Halte SNCF , c'est un point d'arrêt non géré (PANG) à entrée libre.
Un passage à niveau planchéié permet la traversée des voies et le passage d'un quai à l'autre.

### Desserte
Siorac-en-Périgord est une halte voyageurs du réseau TER Nouvelle-Aquitaine, desservie par des trains express régionaux des relations : Bordeaux-Saint-Jean - Sarlat (Ligne 26) et Périgueux - Agen (ligne 48).

### Intermodalité
Un parc pour les vélos et un parking pour les véhicules y sont aménagés. 

## Patrimoine ferroviaire
Le bâtiment voyageurs d'origine à deux ouvertures, agrandi en 1883 avec un allongement pour l'ajout d'une ouverture, est d'un modèle type de la compagnie du PO pour la ligne, il est caractérisé par une base rectangulaire un étage et une toiture à deux pans couverte en ardoises et l'ancienne halle à marchandises.